# Yingli International Finance Centre

Le Yingli international Finance Centre (ou plus simplement Yingli Tower) est un gratte-ciel à Chongqing, en Chine. Sa construction a débuté en 2009 pour s'achever en 2012. C'est à son achèvement le plus haut immeuble de la ville.
Les architectes sont la société américaine Aecom et la société China Building Technique Group Co., Ltd. 